# ICE MC
ICE MC (справжнє ім’я Ян Кемпбелл; нар. 22 березня 1965 р., Ноттінгем, Англія) — репер, музикант і художник.

## Біографія
Ян народився і виріс у районі Хайсон Грін у Ноттінгемі в сім’ї вихідців з Ямайки. У школі завдяки ініціалам IC він дістав прізвисько ICE (пізніше інтерпретоване ним як Ian Campbell Esquire — Ян Кемпбелл Есквайр).
У 1983 році приєднався до групи брейкдансерів, що подорожували по Європі. У 1989 році в Італії він познайомився з Роберто Занетті — композитором і співаком, відомішим під сценічним ім’ям Savage. Занетті в той час займався продюсерською діяльністю під псевдонімом Robyx та шукав підхожого репера для нового проекту.
Їхній перший спільний сингл «Easy», виконаний у стилі хіп-хаус, вийшов 1989 року та відразу потрапив у чарти всіх європейських хіт-парадів, посівши в Італії п’яте, а в Німеччині — третє місце. Два наступні сингли «Cinema» і «Scream», а також альбом «Cinema», выпущений у 1990 році, теж стали популярними в Європі і Японії.
Ян багато гастролював, однак мода на хіп-хаус швидко минала, на сцену вийшли нові стилі — техно і єврохаус, у результаті чого альбом «My World», що побачив світ 1992 року, виявився далеко менш успішним.
Для запису третього альбому Занетті запросив як вокалістку італійську співачку на ймення Alexia, а ICE MC повністю змінив свій зовнішній вигляд та стиль: тепер це був ragga-рэп або raggamuffin. Альбом було витримано в класичному євроденс-стилі і він швидко потрапив на верхні місця в хітпарадах по всьому світові. Найвідоміші хіти, що ввійшли в альбом, це It’s A Rainy Day, Take Away The Colour, Russian Roulette і Think About The Way; останній ще й послужив одним із саундтреків до фільму 1996 р. «На голці».
У 1995 році з’явився на світ альбом реміксів «Ice’n’Green — The Remix Album», головним синглом з якого була нова версія «Take Away The Colour '95 Reconstruction».
У 1996 році розбіжності між ICE MC і Занетті призводять до розриву. Ян поїхав у Німеччину, де в 1996 році випустив альбом «Dreadatour», що не став популярним. Продюсером альбому виступила група Masterboy. 1998 року чиниться ще одна спроба підкорити чарти: виходять промо-сингли «Busy Body» та «Energy», але з огляду на відхід ери євроденсу гучні лейбли інтересу до них не проявили.
Наприкінці 2002 року Ян вирішив повернутися в Італію і зв’язатися з Занетті. В результаті в 2004 році з’явились два нові сингли — «It’s a Miracle» та «My World», відтак 19 квітня на «Time Records» вийшов «Cold Skool». Ні сингли, ні альбом зацікавлення у слухачів не викликали, і Ян знову розстався з Занетті.
Згодом Ян повернувся в Англію, де розпочав роботу над новим альбомом, який мав з’явитися наприкінці 2008 року, одначе так і не вийшов.

## Дискографія

### Сингли
- 1989 — «Easy»
- 1989 — «Easy (Attack Remix)»
- 1990 — «Scream»
- 1990 — «Scream (The U.S. Remix)»
- 1990 — «Cinema»
- 1990 — «OK Corral!»
- 1990 — «OK Corral! (The Cotton Remixes)»
- 1990 — «The Megamix»
- 1991 — «People»
- 1991 — «People (Remix)»
- 1991 — «Happy Weekend»
- 1991 — «Happy Weekend (Remix)»
- 1992 — «Rainy Days»
- 1993 — «Take Away the Colour»
- 1993 — «Take Away the Colour (Remixes)»
- 1994 — «Think About the Way» (в UK вийшов під назвою «Bom Digi Bom»)
- 1994 — «Think About the Way (Boom Di Di Boom Remixes)»
- 1994 — «It’s a Rainy Day»
- 1994 — «It’s a Rainy Day (Remixes)»
- 1994 — «It’s A Rainy Day (The Christmas Remix)»
- 1995 — «Take Away the Colour ('95 Reconstruction)»
- 1995 — «Ice’n' Mix» (Triple set remixes) (тільки в Італії)
- 1995 — «Megamix» (тільки у Франції)
- 1995 — «Run Fa Cover» (тільки в США)
- 1996 — «Russian Roulette» (тільки в Швеції)
- 1996 — «Funkin' With You» (тільки у Франції)
- 1996 — «Give Me the Light»
- 1996 — «Give Me the Light (Remixes)»
- 1996 — «Music for Money»
- 1997 — «Let’s Take It Easy»
- 2004 — «It’s a Miracle»
- 2004 — «My World»

### Альбоми
- 1990 — Cinema
- 1991 — My World — The Early Songs
- 1994 — Ice’n’Green
- 1995 — Ice’n’Green — The Remix Album
- 1996 — Greatest Hits and Remixes
- 1996 — Dreadatour
- 2004 — Cold Skool (тільки в Італії)